# Премия имени А. Г. Столетова
Премия имени А. Г. Столетова — премия, присуждаемая с 1996 года Отделением общей физики и астрономии (совместно с Отделением физико-технических проблем энергетики) Российской академии наук за выдающиеся работы по физике.

Премия названа в честь русского физика А. Г. Столетова.

## Лауреаты премии
- 1996 — Геннадий Андреевич Месяц — за цикл работ «Открытие эктонов и доказательство их фундаментальной роли в контакте металл-плазма».
- 2002 — Михаил Виссарионович Садовский и Борис Николаевич Гощицкий — за цикл работ «Эффекты сильного разупорядочения в высокотемпературных сверхпроводниках: теория и эксперимент».
- 2005 — Владимир Владимирович Дмитриев и Игорь Акиндинович Фомин — за серию работ «Спиновые токи и когерентная прецессия намагниченности в нормальных ферми-жидкостях».
- 2008 — Николай Николаевич Салащенко и Николай Иванович Чхало — за серию работ «Развитие многослойной рентгеновской оптики и применение в физических экспериментах и научном приборостроении».
- 2011 — Владимир Евгеньевич Фортов, Сергей Иванович Анисимов и Михаил Борисович Агрант — за цикл работ «Физика взаимодействия сверхкоротких лазерных импульсов с конденсированным веществом».
- 2014 — Михаил Яковлевич Щелев — за серию работ «Пико-фемто-фотоэлектроника: инструментальная реализация базовых принципов высокоскоростной электронно-оптической регистрации изображений быстропротекающих процессов в экспериментальной физике».
- 2017 — Вадим Вениаминович Бражкин — за серию работ «Термодинамические и динамические превращения в жидкостях при сверхкритических давлениях»
- 2020 — Павел Павлович Пашинин — за цикл работ «Создание лазеров нано-, пико- и фемтосекундной длительности и исследование физических процессов привзаимодействии интенсивного лазерного излучения с веществом»
- 2023 — член-корреспондент РАН Ибрагимхан Камилович Камилов — за цикл работ «Фазовые переходы, критические и нелинейные явления в конденсированных средах»